# فينس مكمان الأب
فنسنت جيمس «فينس» مكمان (بالإنجليزية: Vincent J. McMahon)‏ (6 يوليو 1914 - 24 مايو 1984) مروج أمريكي لمصارعة المحترفين أسس اتحاد WWF وكان يديره بين عامي 1954 - 1982 وهو والد رئيس اتحاد دبليو دبليو إي فينس مكمان .

## روابط خارجية
- فينس مكمان الأب على موقع IMDb (الإنجليزية)
- فينس مكمان الأب على موقع إن إن دي بي (الإنجليزية)
- فينس مكمان الأب على موقع قاعدة بيانات الفيلم (الإنجليزية)
- فينس مكمان الأب على موقع دبليو دبليو إي (الإنجليزية)
- فينس مكمان الأب على موقع WrestlingData.com (الإنجليزية)
- فينس مكمان الأب على موقع CageMatch worker (الإنجليزية)
- فينس مكمان الأب على موقع قاعدة بيانات المصارعة على الإنترنت (الإنجليزية)
- فينس مكمان الأب على موقع عالم المصارعة على الإنترنت (الإنجليزية)

- WWE Hall of Fame Profile of Vince McMahon Sr.
- "Vince McMahon: The Tradition Lives On"